# Tathagat Avatar Tulsi

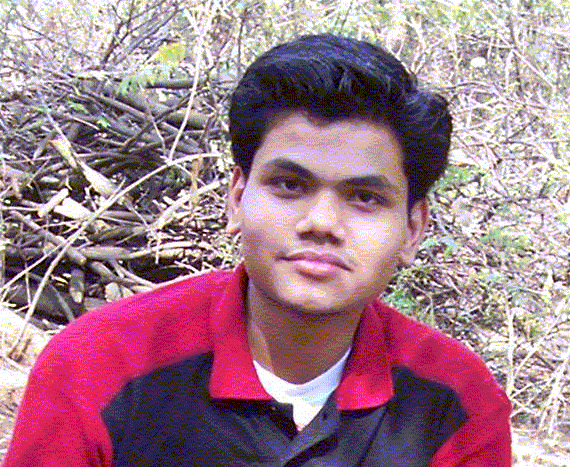
Tathagat Avatar Tulsi (2006)

Tathagat Avatar Tulsi (* 9. September 1987 in Patna, Bihar) ist ein ehemaliges indisches Wunderkind und Physiker.

## Leben
Tulsi stammt aus einer Familie der unteren Mittelklasse im armen Bihar in Nordindien. Seine Familie musste die High Courts in Delhi und Patna bemühen, um die Schul- und Universitätsbehörden zum Einlenken in seine beschleunigte Ausbildung zu bringen. Er beendete die High School mit 9 Jahren, machte seinen Bachelor of Science (Graduate) mit 10 und seinen Master of Science (Postgraduate) mit 12. Sein erstes physikalisches Fachbuch hatte der Inder schon im Alter von zehn Jahren vorgelegt.
2001 durfte Tulsi die Tagung der Nobelpreisträger in Lindau als Gast besuchen, was eine Kontroverse auslöste. Er promovierte am Indian Institute of Science in Bangalore. Als Thema seiner Promotion wurden 2003 von der BBC Supraleiter genannt. Laut rediff promovierte er mit 21 Jahren (also 2008 oder 2009) zum Thema Quantencomputer.
Ab 2010 war Tulsi am Indian Institute of Technology Bombay (IIT-B) beschäftigt, ab Dezember 2013 als assosciate professor. Ab Januar 2014 suchte er das Institut bis mindestens Dezember 2017 nicht auf. Gegenüber rediff erklärte er dies damit, dass er im humiden Klima von Bombay Schlafprobleme habe. Diese seien wiederum durch Stress verursacht, den er durch die in jungem Alter absolvierten Prüfungen und die damit verbundenen Gerichtsprozesse erfahren habe. Er habe einen Antrag auf Versetzung an das Indian Institute of Technology Delhi gestellt, dem nicht stattgegeben worden sei. Das IIT-B erklärte gegenüber der Hindustan Times, Versetzungen würden generell nicht angeboten. 2019 wurde Tulsi vom IIT-B entlassen, das auf die lange Abwesenheit und „schweres Fehlverhalten“ verwies.